# I Feel Immortal
„I Feel Immortal” este cel de-al doilea disc single lansat de cântăreața finlandeză Tarja Turunen de pe albumul What Lies Beneath (2010).

## Ordinea pieselor pe disc
Versiunea standard
1. „I Feel Immortal” (versiunea single) — 4:31
2. „If You Believe” — 4:12
3. „I Feel Immortal” (versiunea radio) — 4:27